# Squatinella longispinata
Squatinella longispinata is een raderdiertjessoort uit de familie Lepadellidae. De wetenschappelijke naam van deze soort is voor het eerst geldig gepubliceerd in 1867 door Tatem.